# وین مک‌کولوا
وین مک‌کولوا (انگلیسی: Wayne McCullough؛ زادهٔ ۷ ژوئیهٔ ۱۹۷۰) بوکسور اهل ایالات متحده آمریکا است.